# Michaela Walsh (Leichtathletin)
Michaela Walsh (* 17. September 1998) ist eine irische Hammerwerferin und Kugelstoßerin.

## Sportliche Laufbahn
Erste Erfahrungen auf Wettkämpfen internationaler Ebene sammelte Michaela Walsh beim Europäischen Olympischen Jugendfestival 2013 in Utrecht, bei dem sie im Finale den zehnten Platz belegte. Ein Jahr später qualifizierte sie sich für die Olympischen Jugendspiele in Nanjing, bei denen sie im Kugelstoßfinale mit 15,69 m den sechsten Platz erreichte. 2015 nahm sie an den U18-Weltmeisterschaften in Cali teil und wurde dort Neunte im Kugelstoßen sowie Zehnte mit dem Hammer. Ein Jahr später belegte sie bei den U20-Weltmeisterschaften im polnischen Bydgoszcz im Kugelstoßen mit 14,73 m den elften Platz. 2017 nahm sie an den U20-Europameisterschaften in Grosseto teil und gewann dort mit 61,27 Metern die Bronzemedaille im Hammerwurf. Zudem erreichte sie den siebten Platz im Kugelstoßen.
2017 und 2018 wurde Walsh irische Hallenmeisterin im Kugelstoßen.

## Bestleistungen
- Kugelstoßen: 16,13 m, 17. Juni 2017 in Bedford
  - Kugelstoßen (Halle): 15,36 m, 17. Februar 2018 in Abbotstown
- Hammerwurf: 63,01 m, 1. Juli 2017 in Tullamore